# ВерЛен
ВерЛен — дуэт, в который входят авторы и исполнители авторской песни — Вера Евушкина и Елена Фролова. Название дуэта составлено из имён Вера и Елена, и является рефреном фамилии французского поэта Поля Верлена, а также совпадает с названием известного стихотворения Иннокентия Анненского «Верлен» .
В репертуаре дуэта песни на стихи поэтов серебряного века и современных русских поэтов, духовная поэзия, песни на стихи зарубежных поэтов.

## История
Знакомству Елены Фроловой с Верой Евушкиной предшествовало знакомство Елены Фроловой с Еленой Камбуровой в Минске в 1988 году, где её появление совпало с концертами Елены Камбуровой. В том же году состоялось триумфальное выступление Елены Фроловой на Втором всесоюзном фестивале авторской песни в Таллине. После этого Елена Фролова поехала в Москву, где и познакомилась с Верой Евушкиной.
Так в ноябре 1988 года образовался творческий дуэт «ВерЛен». Их пригласил работать под своей крышей только что образовавшийся Московский театр музыки и поэзии под руководством Елены Камбуровой.

## Дискография
- 1991 — О, прислушайтесь
- 1998 — Сердцем слышу
- 2003 — О, прислушайтесь (переиздание)
- 2008 — Сердцем слышу (переиздание)